# Le Courrier indépendant
Le Courrier indépendant est un hebdomadaire local français de Bretagne dont le siège est situé à Loudéac dans les Côtes-d'Armor.
La zone de diffusion du périodique est située autour de Loudéac.